# Zeuxis de Tarento
Zeuxis (em grego clássico: Ζεῦξις) foi um médico da escola empírica, que escreveu comentários sobre as obras de Hipócrates no século III a.C.
Nativo de Tarento, ele foi um dos primeiros comentaristas sobre os escritos de Hipócrates, e também um dos primeiros da escola empírica. Ele viveu depois de Herófilo, Calímaco, Baqueu, e Glaucias; e, aparentemente antes de Zeno. Sua vida pode, portanto, ser colocada por volta da metade do do terceiro século a.C. Ele comentou a Coletânea de Hipócrates, mas seus comentários não gozavam de estima no tempo de Galeno, e tornaram-se escassos.